# Markus Bernhard
Markus Bernhard (13 febbraio 1921 – Monaco di Baviera, settembre 2002) è stato un cestista e pallamanista tedesco.

## Carriera

### Pallacanestro
Con la Germania Ovest ha partecipato a due edizioni dei campionati europei (1951, 1953).